# الحركة الاشتراكية الإيطالية
كانت الحركة الاشتراكية الإيطالية (بالإيطالية: Movimento Sociale Italiano, MSI)، التي أعيدت تسميتها في عام 1972 إلى الحركة الاشتراكية الإيطالية – الحق الوطني (بالإيطالية: Movimento Sociale Italiano – Destra Nazionale, MSI–DN)، حزبًا سياسيًا نيوفاشيًا ومحافظًا وطنيًا قوميًا في إيطاليا.
شكله مناصرو الدكتاتور السابق بينيتو موسوليني في عام 1946، الذين شارك معظمهم في تجربة الجمهورية الإيطالية الاشتراكية والحزب الفاشي الجمهوري، وصار إم إس آي رابع أكبر حزب في إيطاليا بحلول بداية ستينيات القرن الماضي. قدم الحزب دعمًا محليًا غير رسمي ودعمًا وطنيًا في النهاية للديمقراطيين المسيحيين منذ أواخر الأربعينيات وطيلة الخمسينيات، وتشاركوا أيدولوجيات معادية للشيوعية. في بداية الستينيات، نُحي الحزب إلى هامش السياسة الإيطالية، ولم يبدأ باكتساب بعض الاعتراف السياسي إلا تدريجيًا في الثمانينيات.
كان ثمة تنافس داخلي بين الفصيلين المعتدل والراديكالي في الحزب. قاد الراديكاليون الحزب في سنوات تشكيله بقيادة جورجيو ألميرانتي، بينما سيطر المعتدلون في الخمسينيات والستينيات. اتسمت عودة ألميرانتي إلى القيادة في عام 1969 باستراتيجية الخيمة الكبيرة. أخيرًا في عام 1987، تسلّم جانفرانكو فيني زمام الحزب وتحوّل في عهده إلى التحالف الوطني (أيه إن) في عام 1995. في تلك المناسبة، رفضت أقلية قليلة بقيادة بينو راوتي المسار الجديد وشكلت الشعلة ثلاثية الألوان بدلًا عنه.

## خلفية
استمدّ إم إس آي اسمه ومُثُله من الجمهورية الإيطالية الاشتراكية (آر إس آي)، وهي صنف «جمهوري عنيف واجتماعي وثوري» من الفاشية أنشأها بينيتو موسوليني في 1943عام  لتكون دولة دمية للنازية في الجزء الشمالي من شبه الجزيرة الإيطالية خلف حدود ألمانيا النازية. ألهم الحزب المهيمن في الجمهورية، وهو الحزب الفاشي الجمهوري (بّي إف آر) خاصة موسوليني، إنشاء إم إس آي. شُكل الحزب على أيدي القادة الفاشيين السابقين والمحاربين القدامى في جيش الجمهورية الفاشي، واعتُبر خلفًا لكل من بّي إف آر والحزب الوطني الفاشي (بّي إن إف) الأصلي. حاول إم إس آي رغم ذلك عصرنة المبادئ الفاشية وتهذيبها في اتجاه أكثر اعتدالًا ورقيًا. استوحى كذلك من عناصر الموقف المعادي للشيوعية والمناهض للمؤسسة لحزب جبهة الرجل العام الشعبوي الاحتجاجي الذي لم يدم طويلًا بعد الحرب، ووجد العديد من داعميه الأصليين موئلًا في إم إس آي بعد انحلاله في عان 1949.

## تاريخها

### السنوات الأولى (1946 – 1954)
أُنشئِت في 12 نوفمبر من عام 1946 الحركة الإيطالية للوحدة الاشتراكية (Movimento Italiano di Unità Sociale, MIUS) على يد جورجيو ألميرانتي ومحاربين فاشيين قدامى في الجمهورية الاشتراكية الإيطالية (آر إس آي) بغية منح دور رسمي لممثليها، الذي كان مفترضًا أن يحضروا اجتماعًا في 26 ديسمبر في مكتب أرتورو ميكيليني. 
أُسست الحركة الاشتراكية الإيطالية رسميًا في 26 ديسمبر 1946 في روما عبر دمج مجموعات سياسية صغيرة: إم آي يو إس، وجبهة الإيطالي (Fronte dell'Italiano)، وجبهة العمل (Fronte del Lavoro)، ونقابة عمال السكك الحديدية الإيطالية (Unione Sindacale dei Ferrovieri Italiani) ومجموعة المحاربين القدامى المستقلة (Gruppo Reduci Indipendenti). صار مسؤول آر إس آي السابق جورجيو ألميرانتي الرئيس الأول للحزب. كانت الأهداف الرئيسة الثلاثة البدئية للحزب هي إحياء فاشية موسوليني ومهاجمة الديمقراطية الإيطالية ومحاربة الشيوعية. ومع ذلك، نتيجة للإجماع المناهض للفاشية المتمثل بالدستور الإيطالي لما بعد الحرب والاتفاقيات مع قوات الحلفاء، كان على الدعوة إلى العودة إلى الفاشية أن تجري بتكتُم. على الرغم من أن إم إس آي تأقلم مع قيود البيئة الديمقراطية، كانت أيديولوجيته البادية معادية ومضادة للديمقراطية اللبرالية بوضوح، واستُبعد بالنتيجة من القوس الدستوري، ودوائر الأحزاب التي اعتُبرت شرعية للحُكم، كما الشيوعيين بعد عام 1947.
كسب إم إس آي دعمًا ماليًا من رجال الأعمال وملّاك الأراضي الأثرياء الذين خشيوا استيلاء نظام شيوعي محتمل على السلطة في إيطاليا، سواء كان إثر ثورة محلية أو سيطرة القوات السوفييتية. في الانتخابات العامة الأولى لعام 1948، فاز الحزب النيوفاشي بسبعة نواب وسيناتور واحد. لكن سرعان ما شهد إم إس آي نزاعات داخلية متنامية بين المحافظين، الذين سعوا إلى الانضمام إلى حلف شمال الأطلسي وإلى تحالفات سياسية مع الملكيين والديمقراطيين المسيحيين، والمتشددين الذين أرادوا أن يتحول الحزب إلى برنامج معادي للأمريكيين ومناهض للمؤسسة. أُعفي ألميرانتي من منصب رئاسة الحزب في عام 1950 نتيجة لموقفه المتعنّت المناهض لحلف شمال الأطلسي. تولى منصبه المحافظ أوغستو دي مارسانيك، الذي فاز الحزب في عهده ببعض المكاسب الانتخابية القوية.

### أرتورو ميكيليني (1954 – 1969)
بعد أربع سنوات في عام 1954، استُبدل أرتورو ميكيليني بِدي مارسانيك. هيمنت العناصر المحافظة على الحزب في الخمسينيات والستينيات، وحافظ على نهج معتدل بعض الشيء. بحلول أواخر الخمسينيات، كان إم إس آي قد صار رابع أكبر حزب في إيطاليا، وكان نظام الحزب الإيطالي فريدًا في أوروبا من ناحية تمتُعه بوجود نيوفاشي هام ومستمر منذ نهاية الحرب العالمية الثانية. أسس ميكيليني إستراتيجية inserimento  (إدماج) أثناء قيادته للحزب، والتي تمثلت في اكتساب القبول عبر التعاون مع الأحزاب الأخرى ضمن إطار الديمقراطية اللبرالية. لامتعاضهم من تركيز إم إس آي على البرلمانية ومحاولاتهم ترسيخ صورةِ مُحترميةٍ ديمقراطية، تشتت الراديكاليون ليشكلوا عدة مجموعات منشقة. غادر بينو راوتي وآخرون في عام 1956 ليؤسسوا منظمة أورديني نوفو (النظام الجديد)، في حين أسس ستيفانو ديلي كياي الطلائع الوطنية في عام 1960.
في السياق الأوسع للحرب الباردة، حلت مناهضة الشيوعية محل مناهضة الفاشية باعتبارها المبدأ الراسخ للجمهورية الإيطالية، وبدأ الديمقراطيون المسيحيون بقبول دعم سياسي من الحزب (إلى جانب الملكيين واللبراليين) ليسندوا حكومات أقلياتهم بعد الانتخابات العامة لعام 1958. مسبقًا في أواخر الأربعينيات، كان الديمقراطيون المسيحيون، على مضض إلى حد ما، قد قبلوا سرًا الدعم من إم إس آي لإبقاء الشيوعيين بعيدًا عن مجلس المدينة الروماني.
في مارس من عام 1960، صار إم إس آي الداعم الوحيد لحكومة الأقلية الديمقراطية المسيحية المتمثلة في مجلس وزراء تامبروني، ما كان له نتائج سياسية هائلة. مع تزايد المخاوف بشأن دور الحزب الآخذ بالامتداد في السياسة الإيطالية، صارت أعمال الشغب مألوفة بين مناصري النيوفاشية واليساريين الراديكاليين. بعدما عُرف أن المؤتمر الوطني لإم إس آي كان على وشك الانعقاد في جنوة في يوليو 1960 للاحتفال بإنجاز سياسة الإدماج، اندلعت احتجاجات مسلحة مناهضة للفاشية في 30 يونيو في المدينة. انتشرت هذه الاحتشادات إلى مدن إيطالية أخرى خلال الأسبوعين التاليين، ما أسفر عن صدامات عنيفة ومميتة في بعض الأحيان مع الشرطة. منعت الحكومة بالنتيجة المؤتمر من الانعقاد، واستقالت في نهاية المطاف في 27 يوليو. حدد هذا الحدث النهاية الفاشلة لسياسة الإدماج، وبداية تدهور الحزب الطويل. عقب انتصار حكومة يسار معتدل في 1963، لم يعُد الديمقراطيون المسيحيون بحاجة إلى الدعم البرلماني من إم إس آي، وأُجبر الحزب بحزم على العودة إلى «غيتو سياسي». وهكذا، صار هدفه الرئيس في العقود اللاحقة هو العودة إلى اللعبة السياسية. يُعتبر زوال الاستراتيجية أيضًا مسببًا في رَدكلة المجموعات المنشقة العنيفة مثل أورديني نوفو.